# 庫克群島刺尻魚
庫克群島刺尻魚，為輻鰭魚綱鱸形目鱸亞目蓋刺魚科的其中一個種。

## 分布
本魚僅分布於庫克群島海域。

## 深度
水深100至128公尺。

## 特徵
本魚體側扁，呈橢圓形，體呈一致的黃色，最明顯的特徵是體側中央有一黑色大眼斑，體長可達5.5公分。

## 生態
本魚棲息於垂直的峭壁，成小群活動。

## 經濟利用
可做為觀賞魚。